# Comté de Bay (Floride)
Pour les articles homonymes, voir Comté de Bay.
Le comté de Bay est un comté situé dans l'État de Floride, aux États-Unis. Sa population était de 175 216 en 2020. Son chef-lieu est Panama City. Sa superficie totale est de 2 676 km2 dont 26,09 % (698 km2) d'eau.
Fondé en 1913, son nom se rapporte à celui de la baie de Saint Andrews (en), située à proximité.

## Géographie

### Comtés adjacents
|                 | Comté de Washington | Comté de Jackson |
| Comté de Walton | comté de Bay        | Comté de Calhoun |
|                 |                     | Comté de Gulf    |

### Villes

#### Incorporées
- Callaway
- Cedar Grove
- Lynn Haven
- Mexico Beach
- Panama City
- Panama City Beach
- Parker
- Springfield

#### Non incorporées
- Bayou George
- Fountain
- Hiland Park
- Laguna Beach
- Lower Grand Lagoon
- Millville
- Pretty Bayou
- Santa Monica (Floride)
- Southport
- Sunnyside
- Tyndall AFB
- Upper Grand Lagoon
- Vicksburg
- Youngstown

## Démographie
| Groupe                           | Comté de Bay | Floride | États-Unis |
| -------------------------------- | ------------ | ------- | ---------- |
| Blancs                           | 82,2         | 75,0    | 72,4       |
| Afro-Américains                  | 10,8         | 16,0    | 12,6       |
| Métis                            | 3,1          | 2,5     | 2,9        |
| Asiatiques                       | 2,0          | 2,4     | 4,8        |
| Autres                           | 1,3          | 3,7     | 6,4        |
| Amérindiens                      | 0,7          | 0,4     | 0,9        |
| Total                            | 100          | 100     | 100        |
|                                  |              |         |            |
| Hispaniques et Latino-Américains | 4,8          | 22,5    | 16,7       |

Selon l'American Community Survey, en 2010 92,29 % de la population âgée de plus de 5 ans déclare parler l'anglais à la maison, 3,37 % déclare parler l'espagnol, 0,60 % le vietnamien, et 3,74 % une autre langue.
| 1920   | 1930   | 1940   | 1950   | 1960   | 1970   |
| ------ | ------ | ------ | ------ | ------ | ------ |
| 11 407 | 12 091 | 20 686 | 42 689 | 67 131 | 75 283 |

| 1980   | 1990    | 2000    | 2010    | - | - |
| ------ | ------- | ------- | ------- | - | - |
| 97 740 | 126 994 | 148 217 | 168 852 | - | - |